# Demonerna
Demonerna är en detektivroman av Jan Mårtenson utgiven 1975.

## Handling
I boken blir antikhandlaren Johan Kristian Homan oskyldig misstänkt för ett mord. För att undgå fängelse måste han finna den egentlige mördaren.